# Ambienti d'alta quota della Valgrisenche
Ambienti d'alta quota della Valgrisenche este o arie protejată (arie specială de conservare — SAC, sit de importanță comunitară — SCI) din Italia întinsă pe o suprafață de 336 ha, integral pe uscat.

## Localizare
Centrul sitului Ambienti d'alta quota della Valgrisenche este situat la coordonatele 45°32′29″N 7°00′50″E / 45.541389°N 7.013889°E.

## Înființare
Situl Ambienti d'alta quota della Valgrisenche a fost declarat sit de importanță comunitară în iulie 2006 pentru a proteja 3 specii de animale. Situl a fost protejat și ca arie specială de conservare în februarie 2013.

## Biodiversitate
Situată în ecoregiunea alpină, aria protejată conține 14 habitate naturale: Pajiști alpine și subalpine calcaroase, Grohotișuri calcaroase și de șisturi calcaroase de la nivelul montan până la nivelul alpin (Thlaspietea rotundifolii), Liziere de ierburi înalte hidrofile de câmpie și de nivel montan până la alpin, Izvoare petrifiante cu formare de travertin (Cratoneurion), Pajiști alpine și boreale, Mlaștini alcaline, Tufărișuri subarctice cu Salix spp., Râuri de munte și vegetația erbacee de pe malurile acestora, Pante stâncoase calcaroase cu vegetație casmofită, Formațiuni pioniere alpine de Caricion bicoloris-atrofuscae, Formațiuni ierboase bogate în specii de Nardus, dezvoltate pe substraturi silicioase în zone montane (și în zone submontane, în Europa continentală), Lespezi calcaroase, Pajiști boreale și alpine pe substrat silicios, Pante stâncoase silicioase cu vegetație casmofită.
La baza desemnării sitului se află mai multe specii protejate de  păsări (3): acvilă de munte (Aquila chrysaetos), Lagopus muta helvetica, cinghiță alpină (Montifringilla nivalis)
Pe lângă speciile protejate, pe teritoriul sitului au mai fost identificate 23 de specii de plante, 2 specii de mamifere.